# The Elf on the Shelf
The Elf on the Shelf: A Christmas Tradition est un livre pour enfants auto-publié en 2005, écrit par Carol Aebersold et sa fille Chanda Bell, et illustré par Coë Steinwart.

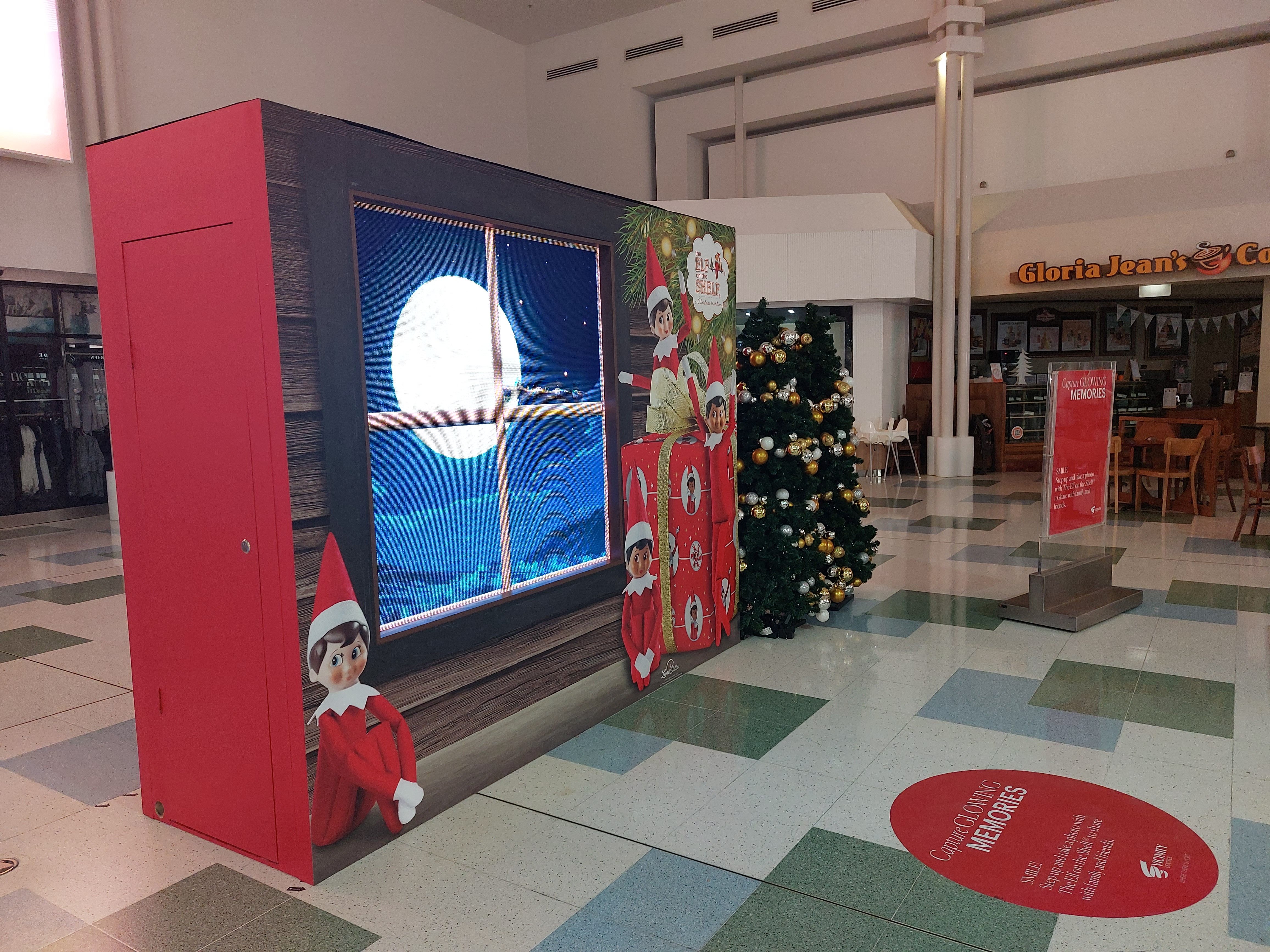
Présentoir de "the Elf on the Shelf" au centre commercial de Warwick Grove a Perth en Australie

Le livre est basé sur une tradition familiale démarrée par Carol Aebersold pour ses filles, et raconte une histoire se déroulant pendant Noël et est écrit avec des rimes. Il explique comment le père Noël sait qui est bon et qui est méchant. Il décrit les elfes qui visitent les enfants entre Thanksgiving et le réveillon de Noël ; après ils retournent au Pôle Nord jusqu'au prochain hiver.
The Elf on the Shelf est livré avec une boite à souvenirs qui contient un recueil d'images et un petit jouet sous la forme d'un elfe scout.
Ce livre a donné naissance à une tradition à la popularité grandissante dans les pays anglo-saxons,  consistant, les semaines précédent Noël, à placer une  figurine de lutin chaque matin, avant le réveil des enfants, dans un endroit différent de la maison. Selon les règles établies, les enfants ne doivent pas toucher l'elfe, sinon celui-ci perdra ses pouvoirs, et l'elfe part chaque nuit au pôle nord, pendant que les enfants dorment, rapporter au Père Noël s'ils ont bien été sages, ce qui explique pourquoi on le retrouve tous les matins à un endroit différent,,.